# Lucius Papirius Cursor (Konsul 293 v. Chr.)
Lucius Papirius Cursor war ein Feldherr und Politiker der römischen Republik.
Papirius wurde 293 v. Chr. Konsul und kämpfte siegreich gegen die Samniten. In seinem zweiten Konsulat (272 v. Chr.) wurde die Unterwerfung Samniums vollendet. Er feierte einen besonders glänzenden Triumph über die Tarentiner, Samniten, Lukaner und Bruttier. Im Tempel des Quirinus ließ er Roms erste Sonnenuhr aufstellen.
Sein Vater war der Feldherr, mehrfache Konsul und Diktator Lucius Papirius Cursor (Konsul 326 v. Chr.).